# Lipowiec (Nowa Wieś Malborska)
Lipowiec (niem. Lindenwald) – część wsi Nowa Wieś Malborska w Polsce położona w województwie pomorskim, w powiecie malborskim, w gminie Malbork.
W latach 1975–1998 miejscowość administracyjnie należała do województwa elbląskiego.
Inne miejscowości o nazwie Lipowiec: Lipowiec